# Mezzi Andreossi
Murezzan Andreossi, detto Mezzi (Sankt Moritz, 30 giugno 1897 – Sankt Moritz, 28 settembre 1958), è stato un hockeista su ghiaccio svizzero.

## Palmarès

### Olimpiadi invernali
- Bronzo a Sankt Moritz 1928 nell'hockey su ghiaccio.